# 及川善弘
及川 善弘（おいかわ よしひろ、1958年 - ）は、日本の映画監督。日本映画監督協会会員、日活芸術学院主任専任講師。城西国際大学准教授。

## 経歴
青森県青森市出身。青森県立青森高等学校を経て1982年に早稲田大学教育学部を卒業後、にっかつ撮影所演出部に入り、加藤彰に師事。『白バラ学院 わいせつな放課後』（監督: 北村武司、出演: 麻生かおり、渡辺玖未、南理香子）などの助監督時代を経て、1990年にベルリン国際映画祭・アジア太平洋映画祭出品の児童向け作品『夏のページ』（出演: 三浦浩一、小林かおり、佐野史郎）で監督デビューを果たしたが評価は厳しく、その後の監督作はテレビやビデオの数作にとどまった。日活芸術学院主任講師となってからはそれもほとんど見られなくなったが、2000年にはその日活芸術学院の創立25周年記念作品『「紅の拳銃」よ永遠に』（出演: 黒部弘康、中丸シオン、宍戸錠、布施博）で実に10年ぶりの映画界復帰を果たした。この映画の主人公には『夏のページ』と同じ「松本一平」の名が付けられている。

## 作品

### テレビ・ビデオ
- 本当にあった怖い話（1991年） - テレビドラマ
- ダボ（1993年、にっかつビデオ） - ビデオ映画
- 赤木圭一郎 〜フレームアウトした青春〜（1994年、NHK） - BS放送
- 森に抱かれた街で（1998年、青森市市制100周年記念作品） - ビデオ映画
- 8・8／パチ！パチ!!（2004年、日本映画映像文化振興センター） - ビデオ映画

### 映画（監督作品）
- 夏のページ（1990年、にっかつ児童映画）
- 「紅の拳銃」よ永遠に（2000年、日活芸術学院） - 脚本兼任
- ひまわり〜沖縄は忘れない あの日の空を〜（2013年1月26日、映画センター全国連絡会議/ゴーゴービジュアル企画）

### 映画（一般スタッフ）
- ときめきに死す（1984年、ニュー・センチュリー・プロデューサーズ） - 監督助手
- 白バラ学院 わいせつな放課後（1986年、にっかつ） - 助監督
- ラブ・ゲームは終わらない（1988年、にっかつ撮影所） - 助監督
- 砂の上のロビンソン（1989年、ビッグバン、ウルトラ企画、ジャパンホーム） - 助監督